# Drawn Together
Casa Animada (ou no original em inglês Drawn Together) é um desenho animado no tradicional molde sitcom.

## Conceito
Trata-se de uma espécie de reality show fictício onde oito personagens animados estão confinados numa casa com um milhão de câmeras e nenhuma privacidade. Até o presente momento, existem versões dubladas em francês europeu, alemão, italiano, espanhol mexicano, húngaro, e russo. No Brasil, a série é legendada.
O sitcom não é recomendado para menores de 18 anos por sua temática que gira em torno de palavras de baixo calão, sexo, obscenidades, escatologia e situações bastante embaraçosas e constrangedoras, além de paródias em estilo adulto de várias referências culturais. É uma produção da Comedy Central.

## Exibição
O desenho é exibido em todo o continente americano (com exceção do Caribe), Portugal, Espanha, França, Itália, Grã-Bretanha, Alemanha, Áustria, Polônia, Eslovênia, Suécia, Finlândia, Rússia, Turquia, Israel, Austrália, Nova Zelândia, Filipinas e Japão.
Foi exibido no Brasil pelo canal de TV a cabo Multishow em sextas e sábados e atualmente é exibido pelo canal pago Comedy Central Brasil com o título de "A Casa Animada".

## Personagens
Os oito personagens de Casa Animada são paródias descaradas de várias outras produções de animação antigas e modernas:

### Captain Hero
- Capitão Herói (Captain Hero): ele é uma paródia do Super-Homem e outros super-heróis desse mesmo tipo, inclusive seu traço de desenho é inspirado na série animada do Superman criada por Bruce Timm e Max Fleischer. Tarado, pervertido, com pinta de galã barato, chauvinista, sociopata, estúpido de dar dó e sem-vergonha.

### Spanky Ham
- Onanias (Spanky Ham): uma sátira de Porky Pig e Peppa Pig, um porco humanóide, vestindo camisa e calças. Onanias é uma representação de personagens de desenhos de internet feitos em Flash. Onanias é sacana, debochado e adepto de pornografia, mas seu traço mais nítido é sua péssima higiene: porcalhão asqueroso, viciado em estrume e defecar em comida, arrotos, flatulências, sons produzidos por funções corporais e assim por diante.

### Xandir P. Wifflebottom
- Xande (Xandir P. Wifflebottom): uma versão gay do famoso herói Link da série de jogos The Legend of Zelda da Nintendo. Sendo um tipo de herói de Video-game trazido ao mundo real, ele ganha super-poderes, tem muitas vidas, é manipulável via macetes e outros desse tipo. Vive repetindo para si próprio que "está numa busca incessante para salvar sua namorada", mas nunca se decide sobre isso, mesmo depois de ter sido deixado pela namorada e se envolver com uma versão gay do Gênio de Aladdin, o qual foi sequestrado por seu maior inimigo. Xande simboliza o "participante gay".

### Foxxy Love
- Chica Ximbica (Foxxy Love): ela é negra, uma sátira da pandeirista Valerie Brown do antigo desenho Josie e as Gatinhas. Chica tem uma forte personalidade e uma língua afiada, do tipo que fala tudo o que lhe vem à cabeça sem se importar com o que vão pensar sobre ela. Atua como uma espécie de conselheira e mediadora da casa, levando-a a ser em muitos aspectos a única da casa a ter juízo, e ainda tem tempo para bancar a detetive solucionando mistérios, a um perfeito padrão do Scooby Doo. Tem cabeça aberta com relação a sexo e complementando ela  veste uma roupa insinuante com aspecto de raposa - composta somente de sutiã, short bem minúsculo com cauda de raposa, botas de salto alto e boné com orelhinhas de raposa, as quais num determinado episódio revelam serem verdadeiras. Chica tem aversão a qualquer forma de discriminação, seja racial, sexual ou continental.

### Princess Clara
- Princesa Clara (Princess Clara): embora meiga, carinhosa e de voz suave, ela é mimada, fanática religiosa e sobretudo racista, mas essa é uma falha que ela ameniza ao longo da série com ajuda de sua melhor amiga Chica Ximbica. Apesar das "restrições" religiosas impostas pelo catolicismo, que ela segue com fervoroso fanatismo, ela demonstra uma certa tendência ao lesbianismo pois costuma trocar beijos com outras mulheres. Dentre as diversas imposições de seu fanatismo religioso, Clara tem aversão a negros, judeus, asiáticos e homossexuais e principalmente arremete o sexo ao pecado, como diz na Bíblia. Clara é uma paródia das princesas clássicas dos desenhos produzidos pela Disney, tanto que sua madrasta a amaldiçoou ainda bebê, introduzindo um monstro com tentáculos em seu corpo, que causa um efeito de vômito para quem vê, sendo retirado posteriormente e indo fazer faculdade.

### Toot Braunstein
- Toot Braunstein: uma versão da vedete sexual dos anos 30, Betty Boop - e pela época de sua "criação" ela só pode ser desenhada em preto-e-branco. Malévola (adora incitar brigas e desuniões na casa e debochar de todos), sadomasoquista (costuma se cortar com lâminas de barba e açoitar-se com chicotes e armas medievais quando está depressiva) e comilona aos extremos (ganha peso comendo toneladas de comida e até coisas indigeríveis como televisores, geladeiras inteiras, imigrantes ilegais, peixes podres e outros mais).

### Wooldoor Sockbat
- Imeia Delano (Wooldoor Sockbat): uma paródia de desenhos animados voltados para crianças como Bob Esponja, Ren & Stimpy, Pica-Pau e personagens do Looney Tunes, Imeia se comporta da maneira tipicamente bizarra dos desenhos que compõem seu tipo.

### Ling Ling
- Ling Ling: este animal asiático é uma sátira ao Pikachu e outros personagens gerais de animes ao estilo Pokémon. Ele fala num tipo de língua oriental totalmente incompreensível com direito a legendas em inglês. Ele tem uma cauda em forma de "!" (parodiando a cauda em forma de raio do próprio Pikachu) que assume várias outras formas traduzindo o seu estado emocional. Ele também é por vezes violento e assassino e costuma atacar suas vítimas com descargas elétricas, raios de energia e qualquer outra coisa provinda do universo japonês - em adição a isso ele odeia ser tratado por "animal de estimação da casa", o que sempre acontece com ele.

## Episódios

### Temporada 1: 2004-2005
- 1. "Hot Tub"
  2. "Clara's Dirty Little Secret"
  3. "Gay Bash"
  4. "Requiem for a Reality Show"
  5. "The Other Cousin"
  6. "Dirty Pranking No. 2"
  7. "The One Wherein There Is a Big Twist"

### Temporada 2: 2005-2006
- 8"The One Wherein There Is a Big Twist, Part II"
- 9"Foxxy vs. the Board of Education"
- 10"Little Orphan Hero"
- 11"Captain Hero's Marriage Pact"
- 12"Clum Babies"
- 13"Ghostesses in the Slot Machine"
- 14"Super Nanny"
- 15"Terms of Endearment"
- 16"Captain Girl"
- 17"A Tale of Two Cows"
- 18"Xandir and Tim, Sitting in a Tree"
- 19"The Lemon-AIDS Walk"
- 20"A Very Special Drawn Together Afterschool Special"
- 21"Alzheimer's That Ends Well"
- 22"The Drawn Together Clip Show"

### Temporada 3: 2006-2007
- 23"Freaks & Greeks"
- 24"Wooldoor Sockbat's Giggle-Wiggle Funny Tickle Non-Traditional Progressive Multicultural Roundtable!"
- 25"Spelling Applebee's"
- 26"Unrestrainable Trainable"
- 27"N.R.A.y RAY"
- 28"Mexican't Buy Me Love"
- 29"Lost in Parking Space, Part One"
- 30"Lost in Parking Space, Part Two"
- 31"Charlotte's Web of Lies"
- 32"Breakfast Food Killer"
- 33"Drawn Together Babies"
- 34"Nipple Ring-Ring Goes to Foster Care"
- 35"Foxxy and the Gang Bang"
- 36"American Idol Parody Clip Show"